# リヴァイアサン (漫画)
『リヴァイアサン』は、大塚英志原作、衣谷遊画による日本の漫画。『月刊電撃コミックガオ!』にて、1999年から2005年にかけて連載された。単行本は全12巻。原作者の大塚によってノベライズもされた。

## 概要
物語序盤は、世界中から日本に移民や難民がやって来たために多民族都市となった混沌極まる東京を舞台に、心霊手術専門の医師である主人公・三溝耕平のもとに持ち込まれる奇妙な事件を描くが、中盤からは1999年に恐怖の大王が降臨し東京は消滅したが、人々はトラウマのあまりそれを忘れ、空想の街を作り出してそこで暮らしていたことが明らかにされ、「光に近いモノ（権力者の道具としての神々）」と「闇に近いモノ（悪魔）」の空想の東京の支配権を賭けた争いを絡ませつつ、幻の東京が消滅するのを阻止するための三溝耕平たちの戦いを描く。
作中には、都市伝説、オカルトなどの知識や、手塚治虫の漫画のパロディが随所に織り込まれている。
リヴァイアサンとは、旧約聖書『ヨブ記』に登場する世界の終わりを告げる怪物。

## あらすじ
前世紀の終わりに辺境の地ギョレメで国連の平和維持活動に従事中の特殊部隊が行方不明になる事件が起こる。その後、何事もなく新世紀が始まったが、世界中で戦争や紛争が多発したため、日本にやって来る難民や移民が急増し、東京の街は外国人であふれていた。そんな街に、部隊の唯一の生き残りである三溝耕平が5人分の死体をつなぎ合わせた身体となって帰国してきた。

## 登場人物
三溝耕平（さみぞ こうへい）
主人公。国連の平和維持活動に従事中に行方不明になった特殊部隊の生き残り。実は死者であり、死んだ後に魔術によって同じ部隊の5人分の死体をつなぎ合わせた身体で生き返らされた。日本に帰国後は、心霊手術専門の診療所を開く。世界各地の葬送儀礼に詳しい。決してヒーローのように戦うことはなく、ただ救われない魂を弔い祈る男。
福山さつき（ふくやま さつき）
聖バレイシオス医科大付属病院に勤める研修医。三溝耕平の元恋人。安価で働く外国人医師の増加で研修医に回ってくるアルバイトが激減したため、夜はキャバクラで働いている。現在は妄想癖のある男とつきあっているが、あまりうまくいっていない。ガリレオ（後述）の遺伝子解析によれば、遺伝的に「男運が悪い」とのこと。
飯田あかね（いいだ あかね）
死んだ移民の女性の死体から生まれた少女。三溝耕平の家に居候しており、耕平の心霊手術の助手をしている。催眠術などの特殊な能力がある。
出生の経緯は手塚治虫の漫画『ブラック・ジャック』の登場人物、ピノコがモチーフとされ、小説版の作中でもそのことが言及されている。
犬神犬彦（いぬがみ　いぬひこ）
新宿警察署の刑事。名前の通り嗅覚が犬並み。三溝耕平とはPKOにいた頃からの知り合い。犬神憑きの家系出身。
菜々山みどり（ななやま みどり）
福山さつきがNGOにいた頃の軍事教官。戦争で毒ガスを浴びたために失明し、足も動かなくなったために車椅子の生活を余儀なくされる。現在は聖バレイシオス医科大付属病院に入院している。銃の扱いのプロ。
ミツコ
ベルギーからの難民。オカマの娼婦。魔女の家系出身で、西欧系の魔術が使える。
四ツ目（よつめ）
入国管理局の職員。本名は坂上武（さかのうえ たける）。坂上田村麻呂の末裔を自称する筋金入りの国粋主義者で、外国人を嫌悪しており、ことあるごとに違法入国した外国人を抹殺しようとする（実際に射殺したこともある）。額に外国人を感知する第三、第四の目があり、二つ名はそこから。二本の特殊警棒が武器。
アナスタシア
聖バレイシオス医科大付属病院の検死医。死体の専門家。ボスニアからの難民。左手に空想の友だち「キャスパー」を飼っている。
ガリレオ
大男のホームレス。元はヒトゲノム計画に参加していた科学者だったが、ある日、神の声を聞いて一瞬にして人間の全ての遺伝子情報を知ってしまうが、誰にも信じてもらえずに研究所を追い出され、放浪の末、日本にたどり着いた。
特に分析器具などを用いずとも遺伝子の解析が行える。通常は「A,G,T,C」とアルファベットで記される核酸塩基を「あ,ぐ,ち,し」とひらがなで記す。
既開田二（きかいだ ふたつ）
新宿署の刑事。トルコ系の帰化人。頭の半分が機械になっており、スケルトンのカバーで覆われているため、スキー帽をいつも被っている。頭部に死臭に反応するセンサーが内蔵されている。体の動きがロボットのようにぎくしゃくしている。
名前の由来やモチーフは石ノ森章太郎の『人造人間キカイダー』シリーズの登場人物、キカイダーとされる。
ハヤシ夫妻（ハヤシふさい）
代々木公園にある難民収容所に収容されている難民。裏世界の情報屋。右半分が男性、左半分が女性の体をしている。
ルシィ
ナルタニアの皇太子。東京を「闇に近いモノ」の領土にするために暗躍する。
ニーチェ
「光に近いモノ」の交渉人。
アンジェラ&ダイアナ
三溝耕平を甦らせた時に余ったパーツを使って、甦らされた女性。アンジェラとダイアナという二つの人格を持つ。
大神緑郎（おおがみ ろくろう）
動物保護機構のエージェントの少年。あだ名は「ロック」。
リカオニー革命に巻き込まれて妹を殺され、自身も恐怖の大王の降臨によって死亡したが、その後、友愛のゲルゲによって甦らされた。空想の東京の住人たちをリカオニーにして現実の東京に攻め込もうとたくらむ。
ゲルゲ
三溝耕平を甦らせた魔術師。死を望んで自殺した者でも無理やり生き返らせることから友愛のゲルゲと呼ばれる。
マイケル
三溝耕平とアンジェラ&ダイアナを甦らせて、さらに余ったパーツで甦らされた。ゲルゲのペットのサルが甦らせたため手足の位置がおかしい。
ダルア
賞金稼ぎ。光に近いモノの意向により、闇に近いモノや光に近いモノの異分子を粛清している。
アメリカ軍の空爆によって死亡した後、魔術師「ハラヘリのアッカーム」によって甦らされた。空爆によって家族が死んだことから神に絶望し、信仰を捨て拝金主義者になる。

## 用語
リヴァイアサン
ヨブ記に登場する、終末を告げる怪物。
光に近いモノ達は、世界の終わりを受け入れない空想の東京を消滅させるために、三溝耕平を終末を告げる怪物リヴァイアサンとして蘇らせて東京に送り込もうとした。しかし、友愛のゲルゲの裏切りによって、三溝耕平は不完全体のまま逃げ出してしまう。
聖バレイシオス医科大付属病院
大学の理事長で病院のオーナーをしているのは某大手出版社社長で元総会屋の男。難民出身で安価に働くが高度な医療技術を持つ外国人医師に、総会屋時代に培った政治力を使って超法規的に医師免許を与えて病院に採用することで発展してきた。国籍の無い移民や難民たちを受け入れてくれるが、脳死移植のドナーカードにサインするか、解剖用の献体に自分の身体を差し出すことが条件。
心霊手術
メスを使わずに素手だけで、体を切開することなく患者の体内に手を差し込んで手術する。患者は痛みを感じることがなく、傷口はすぐに塞がる。しかし外傷は治せない。
トーテム
一族や家系を守護している動物霊。
リカオニー
獣人。リカオニーに自由に変身できるのは限られた一族だけだが、魔術によって人間をその者のトーテムの動物のリカオニーにすることができる。

## 小説
- リヴァイアサン （講談社ノベルス：2002年、電撃文庫：2004年）

大塚英志の脚本を衣谷遊が漫画化したものを、大塚がさらにノベライズしたもの。漫画版の1巻から3巻の内容の一部がノベライズされている。講談社ノベルス版は箸井地図、電撃文庫版は衣谷遊が挿絵を担当した。

## イメージアルバム
2005年3月2日にモモアンドグレープスより『リヴァイアサン 終末を告げし獣』のタイトルで発売された。
収録曲
1. March After Millennium
2. 辺境からの生還者
3. 少女曰く天使
4. メルトキアの女王
5. 召還という儀式
6. 死刑執行
7. ブードゥーの心臓
8. さつきの箱庭
9. 砂の城
10. The Beast of the Endness

- 作詞・作曲・編曲：Revo
- 参加ボーカル：Sizzle Ohtaka、RIKKI、Aramary、Hawk Spencer、en:Geila Zilkha
- 参加声優・ナレーター：円道一成、若本規夫、ゆかな

2005年当時の原作者大塚英志の発言によると、大塚は最初スクリーミング・マッド・ジョージに発注したが、間に入った人の判断でRevoに発注されたとの事である。